# Au cœur de l'orage
Au cœur de l'orage est une anthologie de seize nouvelles de science-fiction écrites par Norman Spinrad, rassemblées par l'écrivain Patrice Duvic et publiée en 1979.
Cette anthologie fait suite à l'anthologie Le Livre d'or de la science-fiction : Norman Spinrad, publiée aux éditions Presses Pocket l'année précédente en 1978.

## Publication
L'anthologie correspond en grande partie au recueil The Last Hurrah of the Golden Horde déjà paru aux États-Unis ; en effet quatorze nouvelles (sur seize) du présent recueil ont été publiées dans le recueil américain, qui en comportait dix-huit.
Par ailleurs, trois nouvelles (sur seize) du présent recueil ont été publiées dans le recueil No Direction Home, paru en 1975.
L'anthologie a été publiée en 1979 aux éditions Presses Pocket, collection Science-fiction, no 5065  (ISBN 2-266-00822-6).
L'image de couverture a été réalisée par Wojtek Siudmak ; elle montre un « biker » à tête de zombie montant une moto étrange roulant à toute vitesse ; elle fait référence à la nouvelle Au cœur de l'orage, qui a donné son nom au recueil.

## Liste des nouvelles

### Expansion
- Titre original : Outward Bound
- Place dans le recueil : pages 7 à 52

### Enfant de l'esprit
- Titre original : A Child of Mind
- Place dans le recueil : pages 53 à 76

### L'Égalisateur
- Titre original : The Equalizer
- Place dans le recueil : pages 77 à 89
- Parution : 1964 dans Analog Science Fiction and Fact
- Traducteur : Patrice Duvic
- Résumé : Le professeur Sigmund Larus a mis au point une arme hyper-dévastatrice, qui peut être créée assez facilement, pour un coût dérisoire. Juif et employé par l'armée israélienne, il n'avait pas compris, lorsqu'on lui avait proposé de diriger le laboratoire de recherche, les buts inavoués poursuivis par Tsahal. Aujourd'hui, alors que l'arme est opérationnelle, il doute : a-t-il eu raison de créer cette arme ? Ne risque-t-on pas de créer les conditions de la destruction de l'humanité ? Le colonel Ariah Sharet, chargé de superviser la réalisation de cette « Grosse Bombe Pas Chère », a les mêmes doutes que le savant : que se passera-t-il si un jour les nations arabes parviennent à réaliser la même arme ? Ne risque-ton pas de voir l'anéantissement d'Israël ? La nouvelle se termine par ces mots : « Il n'y a pas de bonne décision, soupira-t-il. Mais il y a une chose dont nous pouvons être sûrs : quel que soit notre choix, il sera mauvais. Et la nuit parut s'obscurcir. »
- Liens externes :
  - « Fiche » sur le site NooSFere
  - (en) Sur iSFdb : liste des publications

### Question de technique
- Titre original : Technicality
- Place dans le recueil : pages 91 à 98
- Parution : 1966 dans Analog Science Fiction and Fact
- Traducteur : Patrice Duvic
- Résumé : Le narrateur est un soldat qui explique comment se déroule la guerre que mène l'humanité contre des extraterrestres assez étranges, désignés par les humains sous le sobriquet « Péhèmes » et ressemblant à des lapins verts. On apprend dans les dernières lignes de la nouvelle que si les extraterrestres ont diverses armes qu'ils utilisent contre les humains, néanmoins ils manquent cruellement de la seule arme efficace, celle de tuer les humains. Ces derniers gagnent donc la guerre contre ces « Péhèmes », ces « Pacifistes Militants » (PM), incapables de tuer…
- Liens externes :
  - « Fiche » sur le site NooSFere
  - (en) Sur iSFdb : liste des publications

### Agonie
- Titre original : Deathwatch
- Place dans le recueil : pages 99 à 104

### Thérapie
- Titre original : The Ersatz Ego
- Place dans le recueil : pages 105 à 124
- Parution : 1964 dans Amazing Stories avec le titre Your Name Shall Be … Darkness
- Traducteur : Patrice Duvic
- Résumé : Le Dr Harvey Sanders est le narrateur du récit. Il a été fait prisonnier par des chinois durant la Guerre de Corée. Le major Song lui a fait subir un lavage de cerveau poussé, et l'a transformé, sans même qu'il s'en rende compte, en un agent occulte d'un futur monde totalitaire. Il va lui-même, au cours de sa carrière de psychiatre, contribuer à exercer la même « thérapie spéciale » sur le psychisme de patients atteints de névroses ou de psychoses. Il va surtout former de nombreux psychiatres à cette forme de « thérapie ». L'objet final est grandiose ; la dernière page de la nouvelle fait dire au Dr Sanders : « La société américaine est maintenant en train de passer par une transformation tranquille. En fait, ce n'est pas simplement la société qui est en cours de mutation, c'est la nature du psychisme américain lui-même. Le nouvel Américain sera une variété très différente. Il sera heureux. Il sera heureux, quelque changement que sa société subisse dans l'avenir. Sa satisfaction viendra du dedans, elle sera inébranlable. Il sera capable de s'adapter ; en vérité il n'aura même pas conscience de le faire. Pour lui ce sera aussi naturel que de respirer. Tout ce dont il aura besoin, c'est un ordre social auquel se conformer. La nature de cet ordre social n'aura pas d'importance. (…) Quelle que soit l'idéologie qui triomphe finalement — la démocratie, le socialisme, le fascisme, le communisme, ou quelque nouvel « isme » encore dans les limbes —, il l'acceptera sans discussion ; il l'acceptera avec enthousiasme. Et quels que soient ses dirigeants, il sera heureux. (…) ».
- Liens externes :
  - « Fiche » sur le site NooSFere
  - (en) Sur iSFdb : liste des publications

### Chéri, recommençons!
- Titre original : Once more, with Feeling.
- Place dans le recueil : pages 125 à 138.
- Parution : 1970 dans le recueil The Last Hurrah of the Golden Horde.
- Traducteur : Patrice Duvic.
- Résumé : À la suite de ses exploits militaires durant la Grande Guerre mondiale contre l'Union soviétique, le major Jase Stone, de l'US Air Force, a reçu la permission exceptionnelle de résider trois semaines dans une « zone calme », celle de son choix. Il a décidé de venir se reposer, en cette année 1967, à San Francisco. Au hasard de ses déambulations dans les bars, il rencontre une jeune femme étrange qui, au cours de la conversation, lui révèle se nommer Tania Grouzenko. Très attiré par cette femme mystérieuse, il l'emmène à l'hôtel, et ils ont une relation sexuelle particulièrement torride. En discutant avec elle, il comprend l'origine de l'étrangeté de la jeune femme : c'est une voyageuse temporelle qui vient du futur, très précisément de 2157. À son époque, après les suites de la terrible guerre mondiale qui a eu lieu en cette fin du XXe siècle, le monde s'est reconstruit sur les bases du système communiste. La planète est dirigée par un système étatique appelé Union Mondiale des États Socialistes Soviétiques ; Tania a reçu l'autorisation de passer des vacances en un temps rétrograde où les capitalistes pensaient encore pouvoir gagner la guerre idéologique. Le major Jase Stone est d'autant plus bouleversé par ces révélations que lui-même est, aussi !, un voyageur temporel, qui a contribué à larguer en 1993 des bombes atomiques avec succès sur plusieurs villes russes ; c'est même le motif administratif de sa permission exceptionnelle de trois semaines à venir se reposer en un temps choisi par lui, 25 années plus tôt ! Que dire, que faire ? Pourquoi a-t-il tué des millions d'êtres humains si c'est en vain ? Il regarde la femme offerte à lui, et se remet à lui faire l'amour sauvagement…
- Liens externes :
  - « Fiche » sur le site NooSFere
  - (en) Sur iSFdb : liste des publications

### Le Syndrome infernal
- Titre original : It's a Bird ! It's a Plane !
- Place dans le recueil : pages 139 à 151
- Parution : 1970 dans le recueil The Last Hurrah of the Golden Horde
- Traducteur : Patrice Duvic
- Résumé : Le Dr Felix Funck est un psychiatre confronté à un syndrome qui depuis quelques mois secoue l'Amérique : des centaines de gens se prennent pour Superman. Inconsciemment abattus de n'être que des gens banals, ils débarquent dans son cabinet médical et déclarent s'appeler Clark Kent, avoir des problèmes d'amnésie et ne pas savoir où se trouve Metropolis. Le Dr Funck les aide comme il peut, éventuellement en les internant. Le problème surgit quand le vrai Superman vient toquer à sa porte, et que le Dr Funck croit que c'est encore un psychotique qui vient le voir… Il découvrira aussi que lui-même est un super-héros qui s'ignorait !
- Liens externes :
  - « Fiche » sur le site NooSFere
  - (en) Sur iSFdb : liste des publications

### Les Héros ne meurent qu'une fois
- Titre original : Heroes die but once
- Place dans le recueil : pages 153 à 168
- Parution : 1969 dans If
- Traducteur : Frank Straschitz
- Résumé : La nouvelle est racontée du point de vue de l'un des héros, Bill. Très amoureux l'un de l'autre, Bill et Loy viennent de se marier et passent leur lune de miel sur une planète jamais encore visitée par les humains. La planète comporte les conditions pour que l’être humain puisse y respirer, et elle est très agréable à visiter. Cependant Bill et Loy entrent incidemment en contact avec des extraterrestres qui les prennent pour sujets d'expérimentation. Et la fin de la nouvelle est triste pour les héros, qui découvrent qu'ils préfèrent égoïstement « sauver leur peau », quitte à causer la mort de l'autre…
- Liens externes :
  - « Fiche » sur le site NooSFere
  - (en) Sur iSFdb : liste des publications

### Les Portes de l'Univers
- Titre original : The Rules of the road
- Place dans le recueil : pages 169 à 182
- Parution : 1964 dans Galaxy Science Fiction
- Traducteur : Paul Alpérine
- Résumé : Un artefact extraterrestre a fait apparition sur Terre. L'armée américaine a envoyé dix soldats, qui sont entrés dans l'artefact mais n'en sont jamais ressortis. En désespoir de cause on fait appel à un aventurier, Bert Lindstrom, qui grassement payé, accepte d'entrer à son tour dans l’artefact. Il y découvre que les extraterrestres ont envoyé cette « machine » pour montrer aux humains ce qu'« est réellement l'Univers » : une entité aux multiples dimensions spatiales et temporelles. Pour voyager dans l'espace, et aussi pour voyager dans le temps, il faut faire face à ses démons intérieurs les plus secrets, ne pas avoir peur de la peur intime, de la profonde solitude et de l'« étrange » le plus radical. Il faut raisonner différemment, agir différemment, être différemment. Bert Lindstrom parvient à s'adapter aux épreuves imposées par les extraterrestres ; mais quand il refait apparition, deux jours après son entrée dans l'artefact, « le général eut la terrifiante conviction que la créature qu'il avait devant lui n'avait rien d'humain » (dernière phrase de la nouvelle).
- Liens externes :
  - « Fiche » sur le site NooSFere
  - (en) Sur iSFdb : liste des publications

### Au cœur de l'orage
- Titre original : In the Eye of the Storm
- Place dans le recueil : pages 183 à 201
- Parution : 1974 dans If
- Traducteur : Patrice Duvic, nouvelle déjà publiée sous le titre Celui qui lança un défi à l'orage en 1974 et traduite par Daphné Halin
- Résumé : Dans cette nouvelle à la tonalité fantastique et non de science-fiction, Doug Allard est un motard. Frappé par la foudre durant un orage (d'où le titre de la nouvelle), il se retrouve en un lieu étrange, où il ne tarde pas à être la cible puis le gibier de motards qui ressemblent à des cadavres ou à des zombies. Après une longue fuite durant laquelle il manque de se tuer et de se faire prendre, il s'évanouit, et se retrouve finalement seul, à l'endroit où il avait été frappé par la foudre. Ce qu'il a vécu : rêve ou réalité ? Doug pense qu'il a vraiment vécu ce dont il se souvient, puisqu'il en porte les traces sur son corps et sur sa moto…
- Liens externes :
  - « Fiche » sur le site NooSFere
  - (en) Sur iSFdb : liste des publications

### Sur la route de Mindalla
- Titre original : A Night in Elf Hill
- Place dans le recueil : pages 203 à 222
- Parution : 1968 dans l'anthologie The Farthest Reaches
- Traducteur : Guy Abadia / Spence
- Résumé : Le récit est en fait une lettre que Spence envoie à son frère Fred, qui est psychiatre. Il lui explique qu'après avoir bourlingué pendant des années dans l'espace, avoir visité des dizaines de systèmes stellaires et des centaines de planètes, il s'est rendu sur la planète Mindalla. Là, au cours de ses pérégrinations, il a rencontré une entité qui, par ses dons psychiques, lui a montré ce qu'il avait le plus envie de connaître au monde. Aujourd'hui, il est confronté à un terrible choix : soit il ne retourne jamais sur Mindalla, et ne connaîtra plus l'extase psychique qu'il avait connue ; soit il retourne sur Mindalla, vivra une nouvelle aventure intérieure riche mais illusoire, au risque de se perdre lui-même. La nouvelle se termine ainsi : « Cherche bien, frérot. Trouve-moi une bonne, une solide raison, n'importe laquelle, pour m'empêcher de retourner à Mindalla. »
- Commentaire : le thème de cette nouvelle rappelle celui du récit Enfant de l'Esprit (même recueil, p. 52 à 74).
- Liens externes :
  - « Fiche » sur le site NooSFere
  - (en) Sur iSFdb : liste des publications

### En terrain neutre
- Titre original : Neutral Ground
- Place dans le recueil : pages 223 à 242
- Parution : 1966 dans The Magazine of Fantasy & Science Fiction
- Traducteur : Frank Straschitz
- Résumé : Le Psychion-36 est une nouvelle drogue qui plonge celui qui l'a absorbée dans un état très spécifique : il « voyage » vers d'étranges lieux. Les quelques personnes (des scientifiques) qui ont expérimenté cette drogue sont incapables de dire si ces lieux sont réels, situés dans notre Univers ou dans un univers parallèle, ou s'ils sont créés par l'esprit de celui qui a ingéré la drogue. Burt Tyson, qui a expérimenté la drogue à de nombreuses reprises, a fait un étrange constat : lors de ses derniers « voyages », il a senti une présence extérieure, peut-être maléfique, en tout cas terrifiante. S'agit-il des soubresauts de son inconscient, ou d'une présence extraterrestre peut-être négative, voire mortelle ? Pour l’expérience suivante, il demande à son collègue, une fois qu'il sera près de revenir la conscience, de lui réinjecter une seconde piqure de Psychion. Il ne pourra pas, ainsi, se dérober comme il l'avait fait les fois précédentes. Le plan se déroule comme prévu : après la première prise de Psychion, il arrive dans un lieu inconnu, et sent la même présence bizarre. Comme les fois précédentes, il est submergé par la peur. Mais au lieu de le réveiller, le collègue lui injecte la seconde piqure. Burt découvre alors que cette présence est un être qui, comme lui, s'est injecté le même type de drogue et qui a aussi peur que lui ! Le Psychion permet de transporter l'esprit d'un être intelligent en un « lieu neutre », où l'on peut rencontrer d'autres êtres ayant pris la même substance. La peur de l'inconnu s'efface ; Burt et l'autre être envisagent de se revoir ultérieurement et de nouer une relation de confiance et d'échanges.
- Liens externes :
  - « Fiche » sur le site NooSFere
  - (en) Sur iSFdb : liste des publications

### L'Âge de l'invention
- Titre original : The Age of Invention
- Place dans le recueil : pages 243 à 250

### Impasse
- Titre original : Dead End
- Place dans le recueil : pages 251 à 264
- Parution : 1969 dans Galaxy Science Fiction
- Traducteur : Frank Straschitz
- Résumé : Dans un monde où 70 % des gens bénéficient du Traitement de citoyen de base et où les humains sont remplacés par des robots ou des ordinateurs bien plus performants qu'eux, Willy Carson s'ennuie. Il n'a ni petite amie, ni travail, ni envies, ni rêves. La seule chose qu'il veut faire, c'est travailler, et ne le peut pas. Il se dit que sa vie est devenue une impasse. Un jour, il décide de se rendre dans la Zone sauvage, lieu que le gouvernement a laissé intact pour le délaissement des citoyens qui veulent voir à quoi ressemblait « la nature » avant l'avènement de la civilisation urbaine. Il se rend donc dans cette Zone sauvage et après l'avoir parcourue quelques heures, ne sait plus quoi penser de sa vie : il n'a plus aucune forme physique, ses habits sont tachés, il a froid, il a faim. Sa vie est réellement une impasse ; le Monde est devenu une impasse.
- Liens externes :
  - « Fiche » sur le site NooSFere
  - (en) Sur iSFdb : liste des publications

### L'Entropie, bébé, quel pied d'acier!
- Titre original : The Entropic Gang Bang Caper
- Parution : 1969 dans New Worlds
- Place dans le recueil : pages 265 à 272
- Traducteur : Patrice Duvic
- Résumé : La nouvelle est difficilement résumable et évoque une société dystopique. Elle débute ainsi : « NEW YORK : Le Président de l'Association des Policiers Bienveillants a menacé de lancer un ordre de grève générale de la police si tous les corps de police anti-émeute n'étaient pas immédiatement désarmés. "Les policiers armés ont beaucoup de mal à trouver avec qui baiser dans les manifs, a-t-il expliqué, c'est mauvais pour le moral". » Puis suivent diverses considérations humoristiques sur la situation de la société et sur les différents moyens de gagner une guerre (par la violence, par la répulsion, par les raisins verts, par le désir charnel, par l'amour, par la culpabilité, par l'identité, par le chaos). On évoque une décision de la Cour suprême qui vient de déclarer la Constitution anticonstitutionnelle ! La nouvelle se termine ainsi : « RENO - NEVADA : Dans une conférence de presse à Reno aujourd'hui, le Président et le Vice-Président ont annoncé qu'ils s'étaient mariés cette nuit au cours d'une cérémonie privée où officiait le Chef des Opérations Navales. "Je ne vois vraiment pas pourquoi on en fait toute une histoire" a déclaré le Vice-Président. "Nous ne sommes qu'un couple qui s'aime, voilà tout." "Cette fois c'est une union solide !" a affirmé le Président aux journalistes, comme les jeunes mariés partaient pour une lune de miel de quinze jours aux chutes du Niagara. »
- Remarque : on peut comparer cette nouvelle avec Éclat, nouvelle de Iain Banks
- Liens externes :
  - « Fiche » sur le site NooSFere
  - (en) Sur iSFdb : liste des publications

### Article et catégorie connexes
- Catégorie:Nouvelle publiée dans Au cœur de l'orage